# Флорин
Флóрин — золота монета, що з 1252 карбувалася спочатку у Флоренції, згодом в інших європейських державах.

## Історія

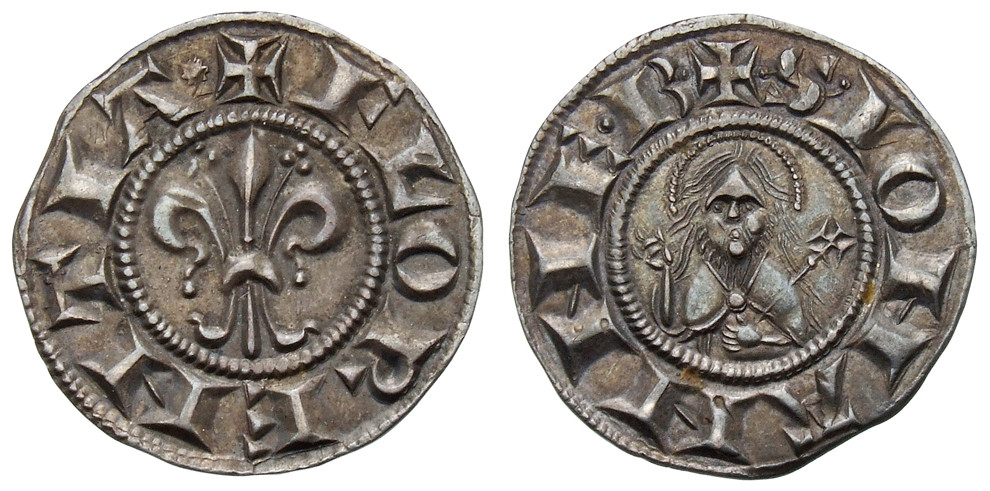
Флорентійський срібний гроссо (карбувася з кінця XII ст.), 1,7 г.
Зображені на гроссо лілія та Іоан Хреститель пізніше були перенесені на золотий флорін

Надходження африканського золота транссахарськими караванними шляхами до Магрибу, а далі до Західної Європи, дозволило середньовічним італійським республікам — Генуї, Флоренції, а згодом Венеції розпочати в XIII столітті карбування власних золотих монет.
В 1252 одночасно розпочалось карбування золотого дженовіно в Генуї і золотого флорина у Флоренції. І дженовіно і флорини карбували з майже чистого золота. Маса флорина становила 3,53 г золота, складала 1/96 флорентійського фунта (339 г). На лицевій стороні зображувався герб міста — лілія (лат. flos — квітка). Флорин дуже швидко поширився у багатьох країнах Західної Європи. За флорентійським зразком ряд держав розпочали виробництво власних монет цього типу. Золоті монети, які карбували у Венеції з 1284 року, одержали назву «дукати». Згодом ця назва закріпилася за золотим флорином майже у всій Європі і зберігалась до новітнього часу.

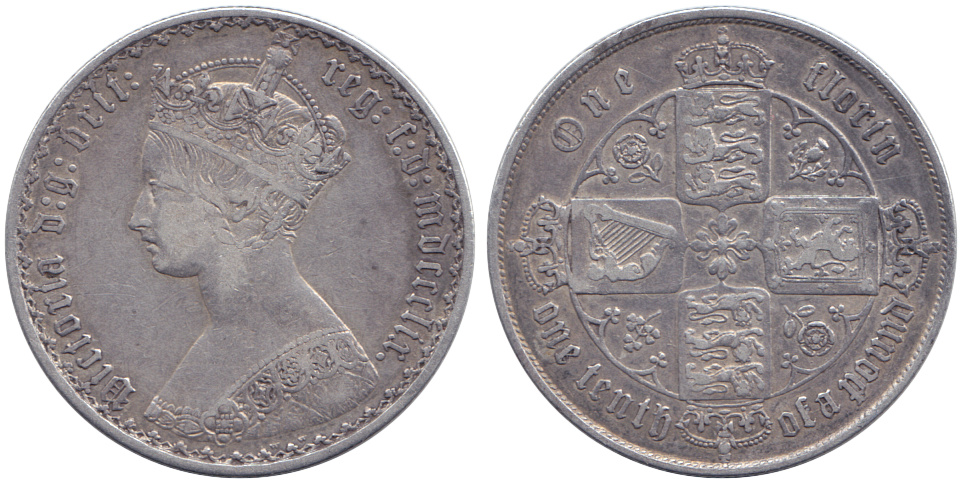
Срібний «готичний» флорин Великої Британії, 1859 року. Королева Вікторія, вага 11.31 г.

Впродовж XV-XVI ст. в українських землях були особливо поширеними угорські (лат. floreni ungaricales, floreni de Ungaria тощо) та чеські золоті флорини, карбування яких розпочалося з 1325 року; спочатку — за типом флорентійських, потім — дещо видозмінені. З середини XV ст. у Польщі флоринами стали називати суму срібних монет, вартість яких відповідала золотому флорину. Відтоді золотий флорин (або дукат) одержав назву «червоного золотого» (floreni rubens), а сума у 30 грошів, що була еквівалентом «червоного злотого», почала називатися просто флорином, або польським злотим (florenus polonicales). У західноукраїнських землях з 16 ст. флорин був лічильною одиницею, що дорівнювала 30 грошам польським.
Назва флорин поширювалася також на гульден (маса 12,34 г) Австрійської (з 1867 — Австро-Угорської) імперії, які карбували протягом 1857—1892 років.